# فدراسیون فوتبال توگو
فدراسیون فوتبال توگو (فرانسوی: Fédération Togolaise de Football‎) نهاد اداره‌کننده مسابقات فوتبال و فوتسال در کشور توگو است.
این فدراسیون که در سال ۱۹۶۰ تأسیس شده عضو کنفدراسیون فوتبال آفریقا و فیفا نیز می‌باشد و مقر آن در شهر لومه است.